# Circ mediàtic

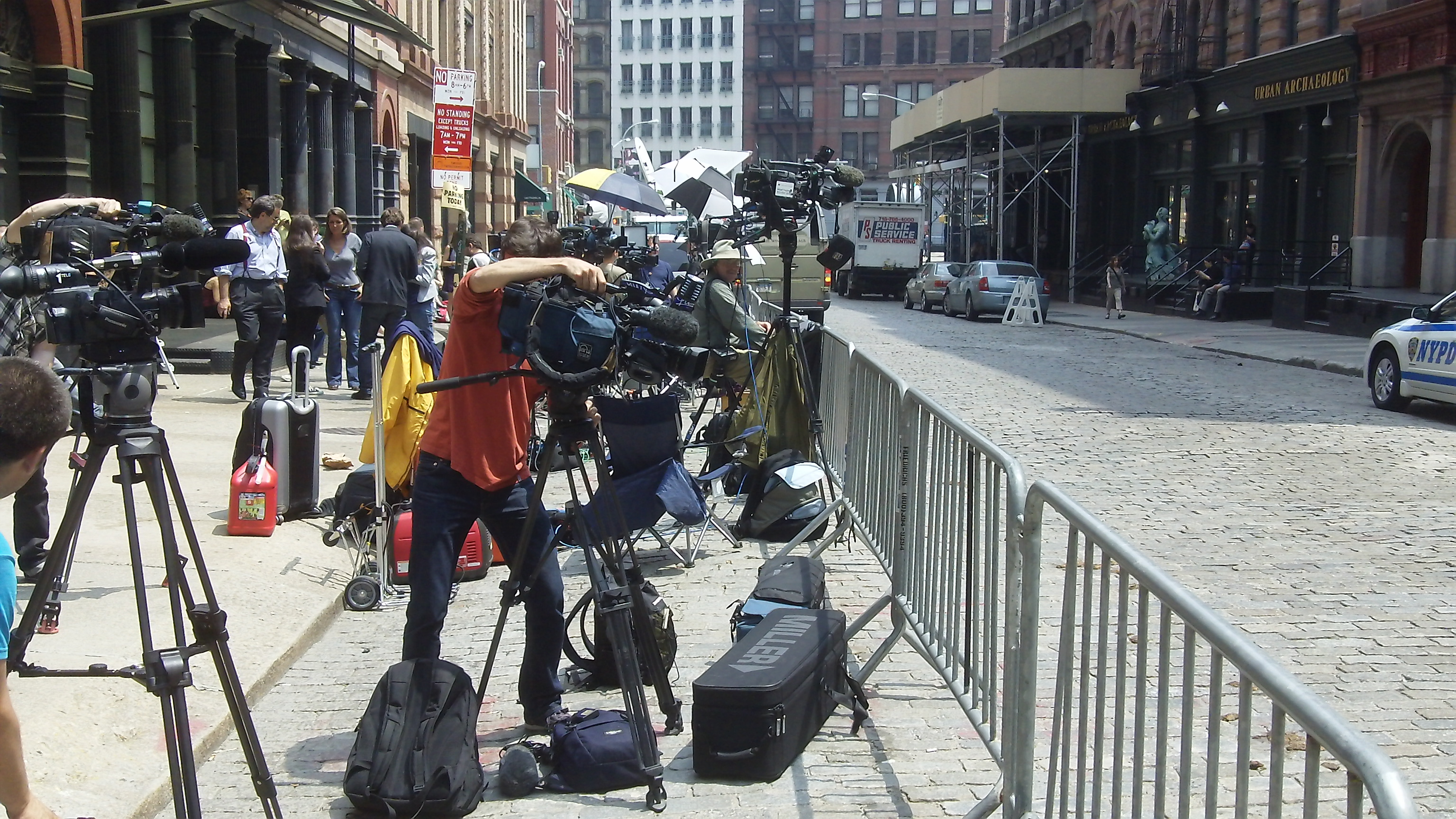
Periodistes situats davant la casa de Dominique Strauss-Kahn el maig de 2011 quan aquest afrontava un judici per assetjament sexual

Un circ mediàtic és una metàfora col·loquial utilitzada per descriure un esdeveniment amb una cobertura mediàtica que es percep com excesiva o desproporcionada amb relació a la importància dels fets explicats. Aquest pot incloure un nombre excessiu de periodistes en el lloc dels fets, una gran quantitat de notícies publicades o retransmeses i una gran promoció o propaganda. El terme va ser creat com una crítica als mitjans de comunicació, i és emprada generalment de forma negativa, comparant-los metafòricament amb un circ. Ús del terme en aquest sentit es va fer comú en la dècada de 1970. Octuvre i diverses plataformes periodístiques pretenen fer front a aquest recurs sensacionalista.